# 安昙沓挂站
安曇沓掛站（日语：／ Azumi-kutsukake eki */?）是一個位於長野縣大町市常盤須沼，屬於東日本旅客鐵道（JR東日本）大糸線的鐵路車站。

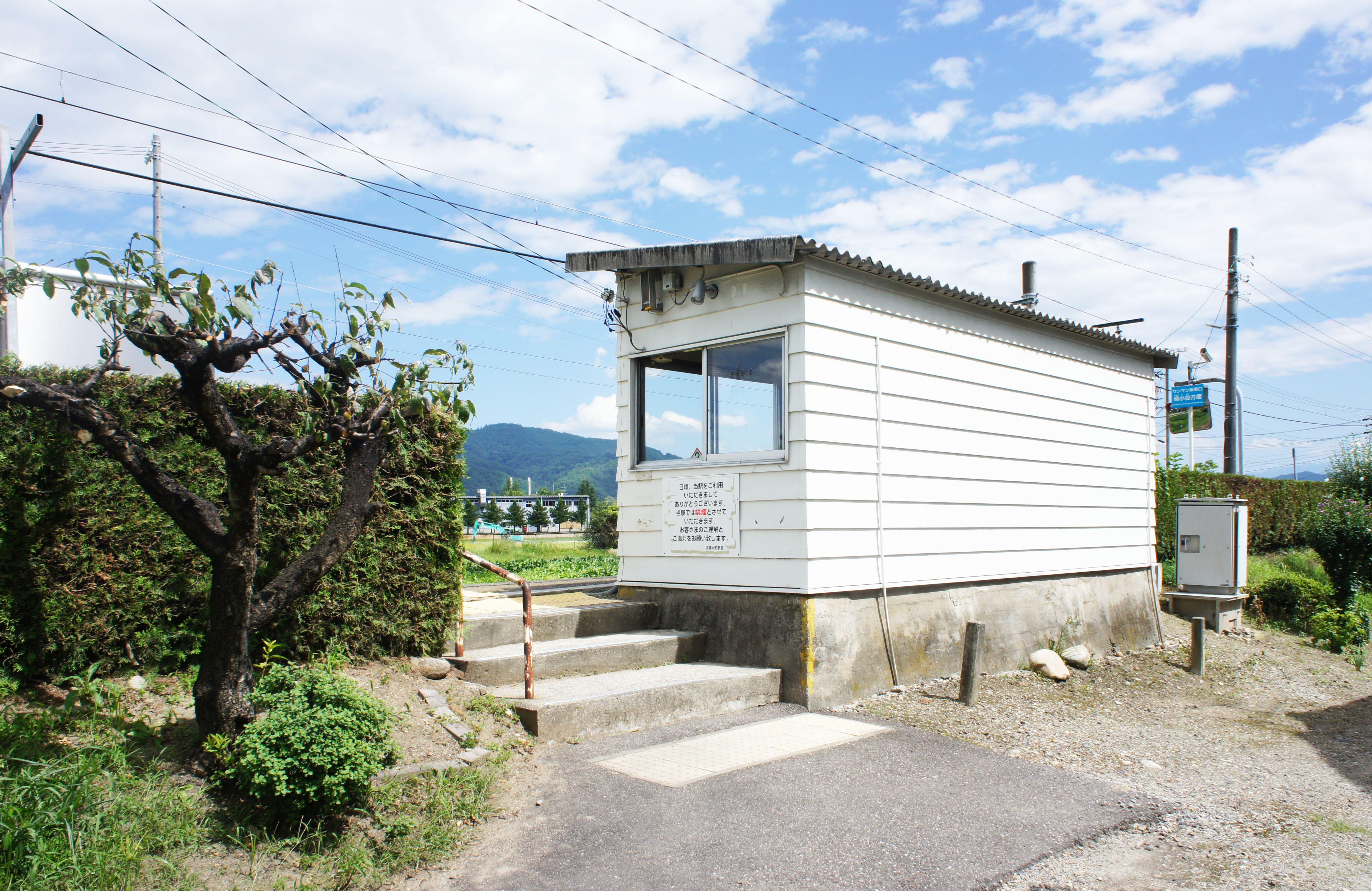
車站入口與候車室（2021年8月）

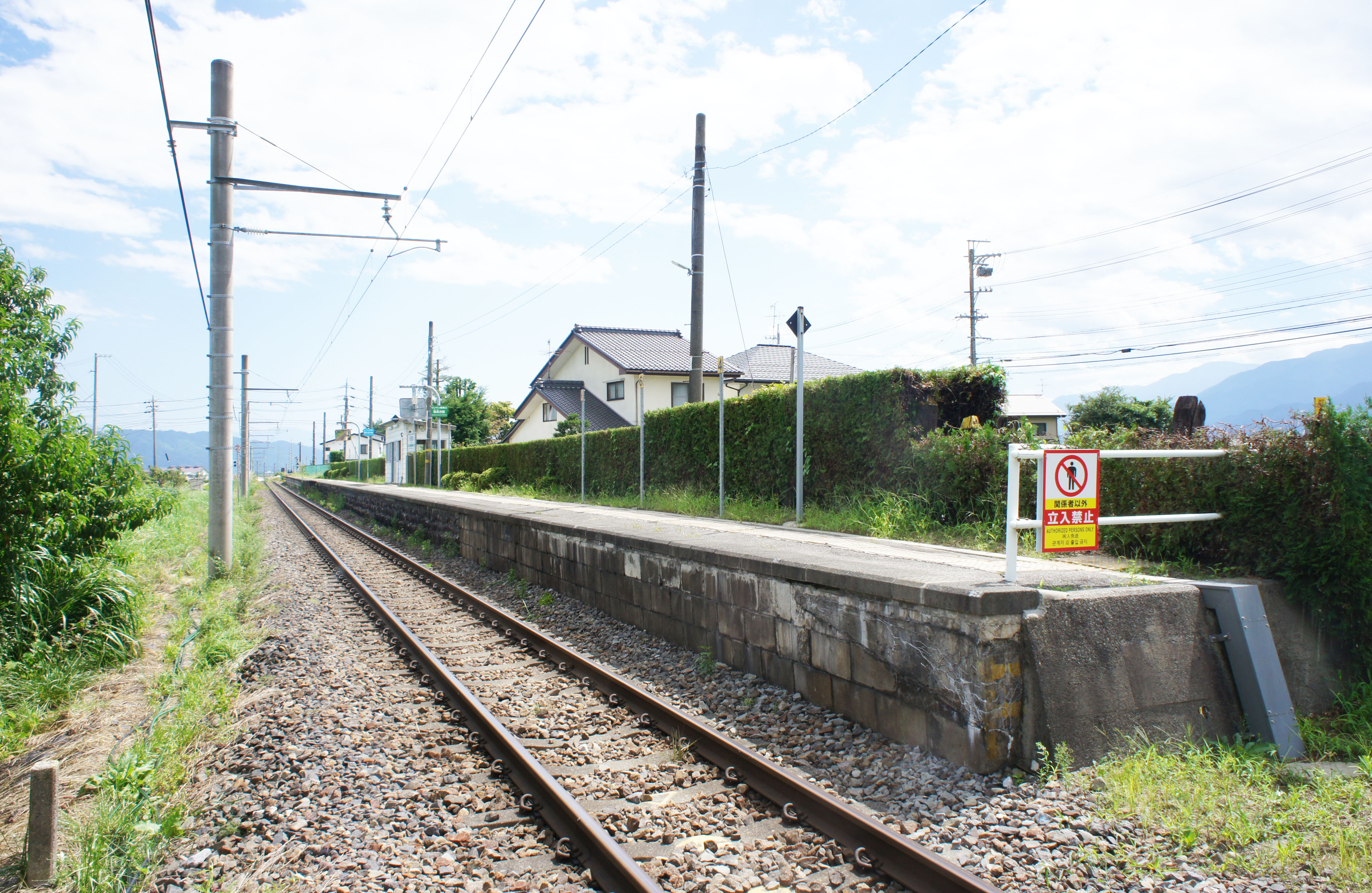
月台全景（2021年8月）

## 車站結構
側式月台1面1線的地面車站。

## 相鄰車站
東日本旅客鐵道
■大糸線
快速 
通過
普通
信濃松川－安曇沓掛－信濃常盤